# 相川友希
相川 友希（あいかわ ゆうき、1984年〈昭和59年〉9月23日 - ）は、日本の歌手、タレント、グラビアアイドル、元レースクイーンで、女性アイドルグループ・SDN48の元メンバー。愛称は「ゆーき」。
千葉県茂原市出身。かつてはワンエイトプロモーション所属であったが、現在はフリーランス。

## 略歴
- 2005年よりレースクイーンとして活動を開始し、2008年3月10日にはレースクイーン・オブ・ザ・イヤー07-08に選出[2][3]。ワンエイトプロモーションとしては相川から2020年（'19-'20）の近藤みやびまで12年間レースクイーン・オブ・ザ・イヤー受賞者が出なかった[4]。
- 2009年には東京オートサロンのイメージガール「A-class」を務める[5]。
- 2010年5月15日、同じ事務所のKONANと共にSDN48（2期生）のメンバーとして活動を開始。
- 2012年3月31日にNHKホールで行われた『SDN48 コンサート「NEXT ENCORE」 in NHKホール』をもってSDN48を卒業。その後はレースクイーンの仕事はなくなりタレント業に専念している。
- 2015年6月までにワンエイトプロモーションとの契約が終了しており、現在はフリーで活動中。姉が仕事のマネジメントを行っている。
- 2019年8月1日、東京・秋葉原のAKB48劇場で開催されたSDN48結成10年記念「誘惑のガーター」特別公演に出演。

## 人物
- 3人きょうだいの2番目で、姉と弟がいる[6]。
- 特技は、球技であり、趣味は、スポーツ観戦と買い物。
- かつて同じ事務所だったMotoka（旧：浅田ほのか）は高校時代からの親友である[7]。
- 2015年から地元である茂原市の観光大使を務めており[1]、茂原七夕まつりをはじめ、茂原市で開催される各種イベントのPRを担当している。

## SDN48での参加曲

### シングルCD選抜曲
- 佐渡へ渡る - アンダーガールズB名義
- 愛、チュセヨ
- おねだりシャンパン - アンダーガールズA名義
- やりたがり屋さん - アンダーガールズG名義
- クリクリ - アンダーガールズA名義

### 劇場公演ユニット曲
SDN48 1st Stage 2期生「誘惑のガーター」公演
- Never!
- 誘惑のガーター

## 作品

### アルバム
- TOKYO AUTOSALON presents EVOLUTION #05『OPEN YOUR EYES』（2008年12月17日、avex trax）

### 映像作品
- ゆうきスマイル（2008年11月21日、リバプール）
- ゆうきモード（2009年3月27日、リバプール）
- アイドルワン Sexy Yuu（2009年8月20日、ラインコミュニケーションズ）
- I LOVE YOU（2010年11月4日、QH映像）
- ゆっきーandちゃんこな（2011年4月27日、イーネット・フロンティア） 共演：KONAN
- 友希がお邪魔しま〜す!（2011年9月30日、BNS）
- Eyeしてる!?（2012年2月4日、M.B.Dメディアブランド）

## 出演

### テレビ
- やりすぎコージー（テレビ東京） 8代目〜10代目やりすぎガール
- シックスハンターII 〜最強魂への道のり〜（2010年1月9日 - 2012年9月29日、テレビ愛知）
- すっぽんの女たち（2010年8月4日・11日、テレビ朝日）
- くだまき八兵衛（2011年3月10日、テレビ東京）
- あほやねん!すきやねん!（2011年5月26日、NHK総合・大阪局制作）
- ゴッドタン〜The God Tongue 神の舌〜「マジギライ1/5」（2012年1月7日、テレビ東京）
- 情報満喫バラエティ 週末にしたい10のこと!（2012年1月13日 - 2012年9月28日、日本テレビ）
- 大逆転 実況ぱちドキッ!（2012年10月3日 - 2014年8月26日、テレビ埼玉）

### CM
- ソフトバンクモバイル（サーフィン編）

### レースクイーン
- 2005年、AUTOBACS SUPER GT 「JIM GAINERフェラーリ レースクイーン」
- 2006年、F1マイルドセブン・ルノー イメージガール、SUPER GT ECLIPSE ADVAN スープラ「ECLIPSE Lady」06 - 08
- 2008年、レースクイーン・オブ・ザ・イヤー07 - 08
- 2009年、東京オートサロンイメージガール「A-class」、SUPER GT RE雨宮「M7 Lady」
- 2010年、D1グランプリ レースクイーン「アップガレージドリフトエンジェルス」

### ラジオ
- まだまだゴチャ・まぜっ!〜集まれヤンヤン〜（2009年4月11日 - 2010年4月3日、MBSラジオ）
- おしゃべりやってまーす 第4放送（2011年5月 - 2012年4月、K'z Station）
- BAY LINE GO!GO! 木曜パーソナリティ（2012年4月5日 - 2013年3月28日、bayfm）

### その他
- 2010年、スポーツ紙6紙合同ユニット「スクープ!?」1期生（東京中日スポーツ担当）
- 関東でちゃうガールズ[注釈 1]